# Dirección de Bibliotecas de la Facultad de Filosofía y Letras Augusto Raúl Cortazar
La Dirección de Bibliotecas de la Facultad de Filosofía y Letras Augusto Raúl Cortazar se encuentra ubicada en el subsuelo de la Facultad de Filosofía y Letras de la Universidad de Buenos Aires, en el barrio de Caballito. Brinda el acceso a la información y documentación en humanidades y ciencias sociales.

## Historia
En 1896 se creó la Facultad de Filosofía y Letras, un mes después, el decano, Lorenzo Anadón y el primer Consejo Académico decidieron dotarla de la Biblioteca, que fue creada el 13 de febrero de 1896. El origen de la misma fue la compra de una parte de la biblioteca de Luis María Gonnet efectuada el 26 de octubre de 1897, con fondos que el Consejo Directivo había autorizado. El 2 de octubre de 1896, el Consejo Directivo destinó fondos para la adquisición de libros, un año después autorizó la mencionada compra. De 1896 a 1905 estuvo a cargo de un solo bibliotecario. La nueva Dependencia empezó a funcionar realmente como biblioteca en 1904, por acción directa del entonces decano Norberto Piñero. 
1948: Augusto Raúl Cortazar, estableció la oficina de canje. 
1963: Bajo la Dirección de Josefa Emilia Sabor, fue creada la hemeroteca. 
1964: Se incorporó el servicio de referencia (Incluida la Biblioteca de Hoy: BH ).
1965: Siendo directora Marta Molteni de Kurokawa, se habilitó la fotoduplicación.

### Edificios
Desde su creación y hasta 1965 funcionó en Viamonte 430. A partir de 1965 comenzó primero como sede en independencia 3065, luego fue trasladada íntegramente a ese lugar. En ambos casos dentro de la facultad. Desde 1970 funcionó como biblioteca central en Independencia 3065 con diferentes sedes. A partir de 1982, la Facultad se traslada a la calle Marcelo T. De Alvear y el edificio de Independencia 3065 pasa a ser parte de la Facultad de Psicología, por esa razón, la biblioteca muda su entrada a Independencia 3051.

#### Sedes
En Independencia 3065, funcionó primero como sede, luego, con el traslado de la facultad, todo volvió a centralizarse en ese lugar. Años más tarde tuvo una sede en Marcelo T. de Alvear 2230, Al mismo tiempo otra sede en 25 de Mayo 217, donde funcionaban los Institutos de Investigación. Desde 1988, con el traslado de la facultad a su propio edificio en Puán 480, pasa a tener una sede en el segundo piso. En 1994 la Biblioteca se reunificó en Puán 480 ocupando todo el entrepiso.

### Servicios
- Consulta y préstamo de libros a domicilio.
- Consulta de Publicaciones periódicas en sala y en línea[10]
- Sala para lectura y trabajos.
- Préstamos Interbibliotecarios.
- Carnet para usuarios.
- Certificados de libre deuda.
- Consulta de Tesis.
- Internet.
- Recursos electrónicos
- Acceso a la Red UBA
- Referencia
- Repositorio[11]
- Atención a Personas con disminución visual y no videntes.

### Principales donaciones
Las primeras donaciones de suma importancia para el fondo bibliográfico fueron en 315 piezas donadas por la Biblioteca Nacional de Chile en el año 1916. Por otro lado en 1917 Luis H. Zuberbühler donó más de 5300 piezas. Desde 1918 hasta 1926 Baldmar Dobranich donó más de 7700 piezas.

## Institutos de investigación
De la biblioteca central dependen las 20 bibliotecas especializadas de los Institutos de Investigación distribuidos entre 25 de mayo 217 y Puán 480, el Museo Etnográfico y la Biblioteca del Instituto Interdisciplinario de Tilcara.
Los Institutos con Bibliotecas son los siguientes:
- Artes del Espectáculo
- Ciencias Antropológicas
- Ciencias de la Educación
- Filología Clásica
- Filosofía
- Lingüística
- Teoría e Historia del Arte Julio E. Payró
- Filología y Literaturas Hispánicas
- Instituto de Investigación y Estudios sobre América Latina
- Historia Antigua y Medieval
- Historia Argentina y Americana Dr. E. Ravignani
- Historia de España Dr. C. Sánchez Albornoz
- Literatura Hispanoamericana
- Geografía Dr. Romualdo Ardissone
- Literatura Argentina Ricardo Rojas
- Investigaciones Bibliotecológicas
- Historia del Arte argentino y latinoamericano
- Historia Antigua Oriental Dr. A. Rossenvasser
- Interdisciplinario de Estudios de Género
- Instituto de Arqueología

## Biblioteca del Museo Etnográfico
Depende de la Dirección de Bibliotecas. En un comienzo estuvieron juntos pero luego, ocupó su propio edificio en la calle Moreno 350

## Instituto Interdisciplinario Tilcara
Es Parte del Museo del Pucará, en la Provincia de Jujuy, su Biblioteca depende de la Biblioteca central